# Haraucourt (Meurthe y Mosela)
Haraucourt es una comuna francesa situada en el departamento de Meurthe y Mosela, en la región de Gran Este.

## Demografía
| 515 | 490 | 503 | 549 | 636 | 644 | 733 |
| Para los censos de 1962 a 1999 la población legal corresponde a la población sin duplicidades (Fuente: INSEE [Consultar]) |     |     |     |     |     |     |